# Mythicomyia bivulneris
Mythicomyia bivulneris är en tvåvingeart som beskrevs av Axel Leonard Melander 1961. Mythicomyia bivulneris ingår i släktet Mythicomyia och familjen svävflugor. Inga underarter finns listade i Catalogue of Life.